# آلبرتو فونتانسی
آلبرتو فونتانسی (به ایتالیایی: Alberto Fontanesi) بازیکن فوتبال و اهل ایتالیا است که از سال ۱۹۵۲ میلادی عضو تیم ملی فوتبال ایتالیا بوده و در ۳ بازی ملی حضور داشته‌است. او در بازی‌های ملی‌اش ۱ گل به ثمر رساند.
آلبرتو فونتانسی آخرین بازی ملی خود را در سال ۱۹۵۳ میلادی انجام داد.